# Ліпова (Сілезьке воєводство)
Ліпова (пол. Lipowa) — село в Польщі, у гміні Ліпова Живецького повіту Сілезького воєводства.
Населення — 4502 особи (2011).
У 1975-1998 роках село належало до Бельського воєводства.

## Демографія
Демографічна структура станом на 31 березня 2011 року:
|          | Загалом | Допрацездатний вік | Працездатний вік | Постпрацездатний вік |
| -------- | ------- | ------------------ | ---------------- | -------------------- |
| Чоловіки | 2181    | 483                | 1501             | 197                  |
| Жінки    | 2321    | 511                | 1379             | 431                  |
| Разом    | 4502    | 994                | 2880             | 628                  |